# Bevollmächtigte der Landesregierungen
Bevollmächtigte der Landesregierungen sollten die Interessen der Einzelstaaten bei der deutschen Zentralgewalt 1848/1849 vertreten. Trotz gegenteiliger Bemühungen vieler Staaten bildeten sie kein eigenes (formelles) Gremium, weil die Zentralgewalt dies ablehnte. Aus Konkurrenzdenken heraus schwächte die Zentralgewalt die Rolle der Bevollmächtigten, die sonst eine wichtige Stütze für das deutsche Einigungsstreben hätten sein können.

## Zentralgewaltgesetz und Erlass des Reichsverwesers

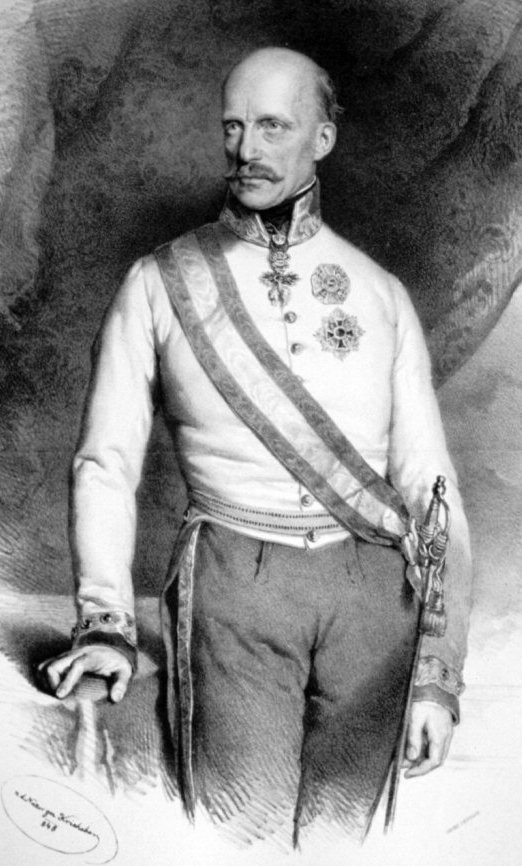
Reichsverweser Erzherzog Johann von Österreich war das vorläufige Staatsoberhaupt Deutschlands 1848/1849

Der Ausdruck Bevollmächtigte der Landesregierungen erscheint in Art. 14 des Reichsgesetzes über die Zentralgewalt vom 28. Juni 1848:
"Die Zentralgewalt hat sich in Beziehung auf die Vollziehungsmaaßregeln, soweit thunlich, mit den Bevollmächtigten der Landesregierungen ins Einvernehmen zu setzen."
Der Reichsverweser schrieb dann in einem Erlass vom 16. Juli 1848:

„Die provisorische Centralgewalt wird sich in Beziehung auf die Vollziehungsmaßregeln soweit thunlich mit den Bevollmächtigten der Landesregierungen ins Einvernehmen setzen; sie wünscht, daß diese Bevollmächtigten bei der provisorischen Centralgewalt sobald als thunlich ernannt werden, um mit ihnen in Verbindung treten zu können. Die provisorische Centralgewalt wünscht mit den Bedürfnissen der deutschen Regierungen und der deutschen Volksstämme, soweit sie den nach dem Gesetze vom 28. Juni 1848 bestimmten Wirkungskreis berühren, auf das umfassendste bekannt zu werden, und sie zählt hierbei auf freimüthige, unumwundene Mittheilung, die sie auch bei allen ihren Handlungen zu befolgen wissen wird.“

Preußen rief am 17. Juli die Einzelstaaten dazu auf, einen Rat von sieben oder elf Staatenbevollmächtigten zu bilden. Bis Ende August ernannten fast alle deutschen Staaten einen Bevollmächtigten, ohne gegenseitige Verständigung für eine gemeinsame Aufgabenstellung oder Koordination. Teilweise sprachen die Vollmachtsurkunden für die einzelnen Bevollmächtigten davon, dass sie sich mit ihren Kollegen beraten sollten.

### Organisationsversuch der Bevollmächtigten
Am 17. August 1848 trafen sich die meisten bereits Ernannten beim Bremer Bevollmächtigten Johann Smidt. Die meisten kleineren und mittleren Staaten waren für ein gemeinsames Vorgehen, denn sie befürchteten Alleingänge der größeren Staaten; diese könnten zusammen mit der Zentralgewalt möglicherweise eine Mediatisierung der Kleinstaaten bewirken, also eine gänzliche Unterordnung oder Einverleibung. Der braunschweigische Bevollmächtigte Friedrich Liebe erarbeitete im Auftrag seiner Kollegen eine Expertise, die er tags darauf vorlegte.
Liebe zufolge waren die Angelegenheiten der Zentralgewalt in einem Bundesstaat automatisch auch gemeinschaftliche Angelegenheiten der Gliedstaaten. Aus Art. 14 des Zentralgewaltgesetzes folge, dass die Bevollmächtigten nicht einzeln handeln könnten. Wegen der Gemeinschaftlichkeit müssten sie gemeinschaftlich als Organ handeln und dazu die Reichsminister hinzuziehen. Die Bevollmächtigten stimmten Liebe zu und forderten die Zentralgewalt auf, sie als Organ zu behandeln und nicht mehr die Einzelstaaten direkt anzusprechen.

### Ablehnende Haltung der Zentralgewalt

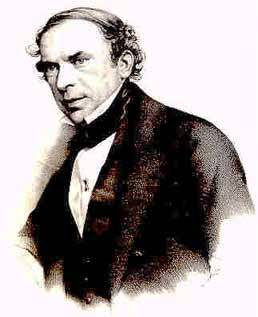
Ludolf Camphausen, der preußische Bevollmächtigte

Die Reichsminister befürchteten, dass hier eine Nebengewalt anstelle des Bundestags entstehen könnte. Laut einem Papier des Unterstaatssekretärs Friedrich Bassermann schreibt der Wortlaut des Zentralgewaltgesetzes ein Einvernehmen mit den Bevollmächtigten nicht zwingend vor. Daher könne die Zentralgewalt frei entscheiden, ob ein Verkehr über die Bevollmächtigten im jeweiligen Fall zweckmäßig ist.
Im Ministerrat vom 26. August widersprach Finanzminister Hermann von Beckerath der Einschätzung, man dürfe die Bevollmächtigten einfach umgehen. Art. 14 bedeute sogar ein grundsätzliches Mitwirkungsrecht der Bevollmächtigten, allerdings nur im Sinne einer beratenden Funktion und nicht als Kollektivorgan. Die Bevollmächtigten könnten eine nützliche Mittlerfunktion einnehmen, sollten frühzeitig einbezogen werden und Gelegenheit haben, auf drohende Schwierigkeiten hinzuweisen. Zumindest im Regelfall sollte der Verkehr über die Bevollmächtigten laufen.
Die Minister Leiningen, Schmerling, Mohl und Heckscher stimmten Bassermann zu, während Peucker, Duckwitz und Unterstaatssekretär Mevissen sich Beckeraths rücksichtsvoller Haltung anschlossen. Der Ministerrat verneinte schließlich, dass die Bevollmächtigten ihre Geschäfte kollektiv führen konnten und dass sie nicht "entscheidend" auf die Beschlüsse der Zentralgewalt einwirken dürften. Ihre Aufgabe liege darin, die Durchführung der Zentralgewaltsbeschlüsse zu erleichtern. Dies teilte man auch den Einzelstaaten mit.
Der Ministerrat billigte also den Bevollmächtigten, so Ralf Heikaus, eher nur die Rolle eines "offiziellen Briefboten" zu. Doch der Bremer Johann Smidt war verhalten zuversichtlich, dass die Sache mit dem Einvernehmen in Ordnung komme. Die Antwort der Zentralgewalt sei wohl aus Rücksicht auf die Nationalversammlung geschrieben worden, die Praxis würde anders aussehen. Doch in der Praxis war der formelle Kontakt der Reichsminister mit den Bevollmächtigten sehr spärlich. Mohl meinte später, die Haltung der Reichsminister sei falsch gewesen, da die Bevollmächtigten eine wichtige Stütze der deutschen Sache hätten sein können. So meinte auch Jörg-Detlef Kühne, Liebes Vorschlag einer Art Oberhaus hätte der Entwicklung eine bessere Wendung geben können.
Später bemühte sich Reichsministerpräsident Heinrich von Gagern dennoch, die Bevollmächtigten in den Aufbau des Reiches mit einzubeziehen. Etwa am 9. Mai tagte das Reichsministerium gemeinsam mit den Bevollmächtigten über das weitere Vorgehen in der Reichsverfassungskampagne, kurz vor dem Rücktritt der Reichsminister am Tag danach. Bereits im April 1849 hatten die Bevollmächtigten die Frankfurter Reichsverfassung unterstützt („Note der Achtundzwanzig“).

## Belege
1. ↑  Ralf Heikaus: Die ersten Monate der provisorischen Zentralgewalt für Deutschland (Juli bis Dezember 1848). Diss. Frankfurt am Main, Peter Lang, Frankfurt am Main u. a., 1997, S. 131/132.
2. ↑  Ralf Heikaus: Die ersten Monate der provisorischen Zentralgewalt für Deutschland (Juli bis Dezember 1848). Diss. Frankfurt am Main, Peter Lang, Frankfurt am Main u. a., 1997, S. 133/134.
3. ↑  Ralf Heikaus: Die ersten Monate der provisorischen Zentralgewalt für Deutschland (Juli bis Dezember 1848). Diss. Frankfurt am Main, Peter Lang, Frankfurt am Main u. a., 1997, S. 134/135.
4. ↑  Ralf Heikaus: Die ersten Monate der provisorischen Zentralgewalt für Deutschland (Juli bis Dezember 1848). Diss. Frankfurt am Main, Peter Lang, Frankfurt am Main u. a., 1997, S. 136/137.
5. ↑  Ralf Heikaus: Die ersten Monate der provisorischen Zentralgewalt für Deutschland (Juli bis Dezember 1848). Diss. Frankfurt am Main, Peter Lang, Frankfurt am Main u. a., 1997, S. 137/138.
6. ↑  Ralf Heikaus: Die ersten Monate der provisorischen Zentralgewalt für Deutschland (Juli bis Dezember 1848). Diss. Frankfurt am Main, Peter Lang, Frankfurt am Main u. a., 1997, S. 137/138.
7. ↑  Ralf Heikaus: Die ersten Monate der provisorischen Zentralgewalt für Deutschland (Juli bis Dezember 1848). Diss. Frankfurt am Main, Peter Lang, Frankfurt am Main u. a., 1997, S. 140.
8. ↑  Jörg-Detlef Kühne: Die Reichsverfassung der Paulskirche. Vorbild und Verwirklichung im späteren deutschen Rechtsleben. Habil. Bonn 1983, 2. Auflage, Luchterhand, Neuwied 1998 (1985), S. 39.
9. ↑  Frank Möller: Heinrich von Gagern. Eine Biographie. Habilitationsschrift, Universität Jena 2004, S. 342.